# Сражение при Паулус-Хук
Сражение при Паулус-Хук (Battle of Paulus Hook), — сражение американской Войны за независимость, в ходе которого 19 августа 1779 года американский отряд под командованием майора Генри Ли совершил внезапное ночное нападение на британский форт. Ли застал противника врасплох, захватил 158 пленных и отступил до восхода солнца. Англичане сохранили форт и орудия, но потеряли контроль над территорией Нью-Джерси. Конгресс постановил наградить Ли золотой медалью, и он стал единственным офицером в звании ниже генерала, получившим такую награду.